# Universitatea Tehnică Brandenburg

Logoul Universităţii Tehnice Brandenburg

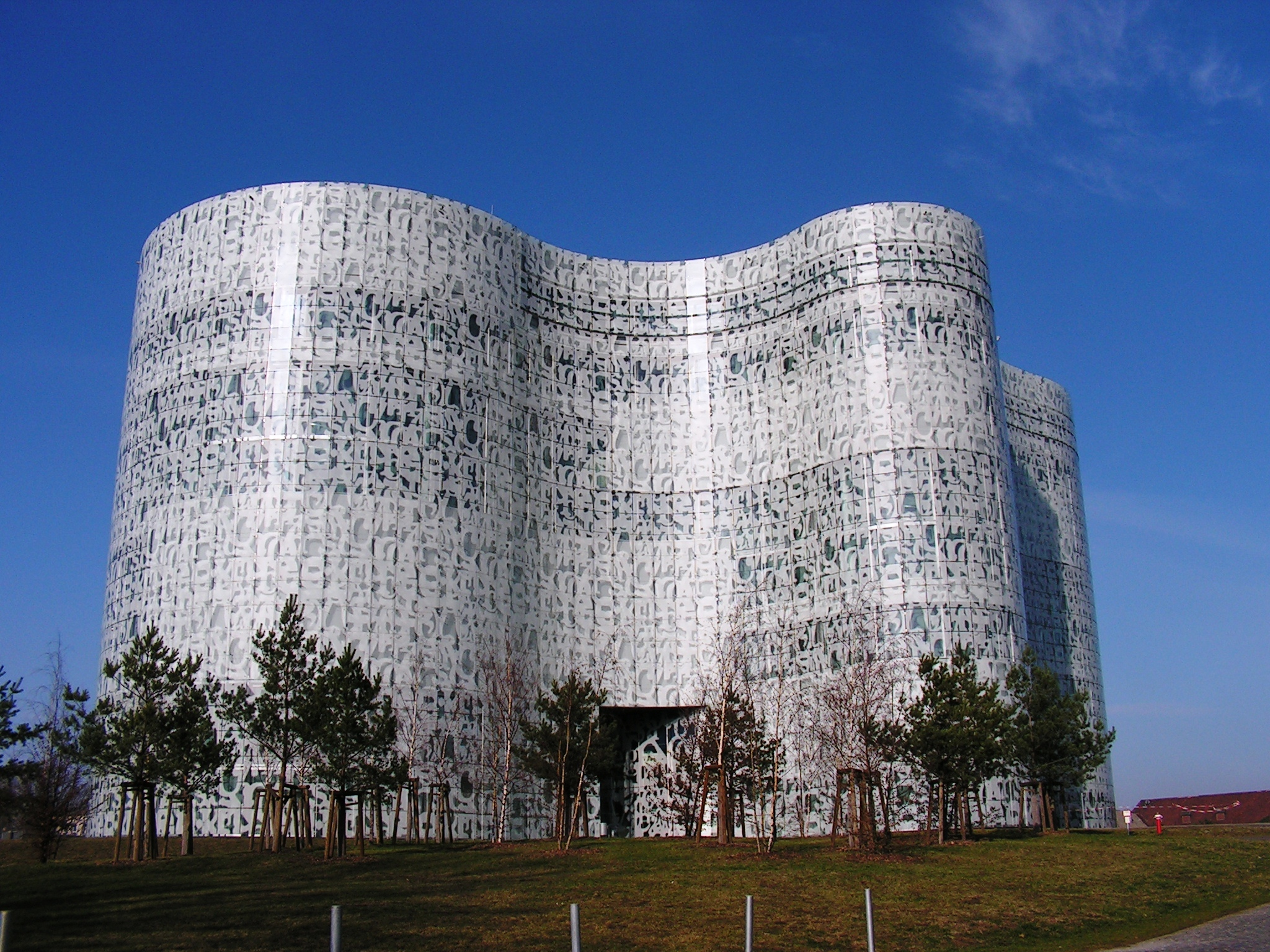
Biblioteca Universității Tehnice Brandenburg

Universitatea Tehnică Brandenburg (TU Cottbus) se află în orașul Cottbus din Germania și a fost înființată în anul 1991 ca unica universitate tehnică din landul Brandenburg. TU Cottbus are o responsabilitate specială în promovarea dezvoltării economice și sociale din Brandenburg, în particular pentru acele regiuni apropiate de Berlin.

## Date statistice[2]
- 4.657 studenți (inclusiv 1.096 studenți străini)
- 950 angajați plătiți din bugetul de stat (inclusiv 122 profesori și 313 cercetători)
- 185 angajați plătiți din surse externe
- Buget (2006): 50.710.500 €
- Fonduri externe atrase (2004): 15.108.700 €

## Principii
- Focus orientat pe profile de înaltă tehnologie
- Protejarea potențialului științific prin integrarea cercetării fundamentale cu cercetarea aplicativă
- Suport oferit tinerilor cercetători orientat numai pe teme precise
- Internaționalizarea cercetării și educației